# 廚藝之樂
《廚藝之樂》（Joy of Cooking）是美國的一本烹飪書籍。這本書是美國出版次數最多的食譜之一，自1936年以來已出版超過1800萬冊。

## 外部連結
- Official site （页面存档备份，存于）
- Official Publication History （页面存档备份，存于）
- Biography by Author Irma Rombauer's daughter. （页面存档备份，存于） Part of a series of Notable American Unitarian biographies